# Bregårdsängarna
Bregårdsängarna is een plaats in de gemeente Karlskoga in het landschap Värmland en de provincie Örebro län in Zweden. De plaats heeft 120 inwoners (2005) en een oppervlakte van 17 hectare.